# Ghiacciaio Chapman (Terra Vittoria)
Il ghiacciaio Chapman è un ghiacciaio situato sulla costa di Pennell, nella regione nord-occidentale della Dipendenza di Ross, in Antartide. In particolare, il ghiacciaio, il cui punto più alto si trova a circa 200 m s.l.m., ha origine nella parte orientale dei monti ANARE, e da qui fluisce verso est, scorrendo lungo parte del versante meridionale della dorsale Missen, fino ad entrare nella parte occidentale della baia di Yule.

## Storia
Il ghiacciaio Chapman è stato mappato per la prima volta dallo United States Geological Survey grazie a fotografie scattate dalla marina militare statunitense (USN) durante ricognizioni aeree e terrestri effettuate nel periodo 1960-63, e così battezzato dal Comitato australiano per i toponimi e le medaglie antartici in onore di A. Chapman, membro della squadra di elicotteristi facente parte della spedizione australiana del Thala Dan comandata da Phillip Law che, nel 1962, esplorò l'area lungo questa parte della costa di Pennell.